# Mamey
Mamey é uma comuna francesa na região administrativa de Grande Leste, no departamento de Meurthe-et-Moselle. Estende-se por uma área de 7,56 km². Em 2010 a comuna tinha 346 habitantes (densidade: 45,8 hab./km²). Sua densidade populacional é de 29 hab/km².